# Mozambico ai Giochi della XXIX Olimpiade
Il Mozambico ha partecipato ai Giochi della XXIX Olimpiade di Pechino, svoltisi dall'8 al 24 agosto 2008, con una delegazione di 4 atleti.

## Atletica leggera
| Gara  | Atleta                 | Batterie | Batterie | Semifinali | Semifinali | Finale  | Finale |
| Gara  | Atleta                 | Tempo    | Pos.     | Tempo      | Pos.       | Tempo   | Pos.   |
| ----- | ---------------------- | -------- | -------- | ---------- | ---------- | ------- | ------ |
| 800 m | Maria de Lurdes Mutola | 1'58"91  | 1        | 1'58"61    | 2          | 1'57"65 | 5      |

## Judo
| Gara  | Atleta        | Tabellone principale                   | Tabellone principale | Tabellone principale | Tabellone principale | Tabellone principale | Ripescaggi | Ripescaggi | Ripescaggi | Ripescaggi |
| Gara  | Atleta        | Sedicesimi                             | Ottavi               | Quarti               | Semifinali           | Finale               | 1º turno   | Quarti     | Semifinali | Finale     |
| ----- | ------------- | -------------------------------------- | -------------------- | -------------------- | -------------------- | -------------------- | ---------- | ---------- | ---------- | ---------- |
| 66 kg | Edson Madeira | Daxenos Elmont (Paesi Bassi) 0000-1000 |                      |                      |                      |                      |            |            |            |            |

## Nuoto
| Gara                        | Atleta       | Batterie | Batterie | Semifinali | Semifinali | Finale | Finale |
| Gara                        | Atleta       | Tempo    | Pos.     | Tempo      | Pos.       | Tempo  | Pos.   |
| --------------------------- | ------------ | -------- | -------- | ---------- | ---------- | ------ | ------ |
| 50 m stile libero maschili  | Chakyl Camal | 24"93    | 67       |            |            |        |        |
| 50 m stile libero femminili | Ximene Gomes | 28"15    | 58       |            |            |        |        |